# NGC 2268
NGC 2268 je galaksija u zviježđu Žirafi.

## Vanjske poveznice
- SEDS: NGC 2268